# جان فرنسوا ميكاييل
جان فرنسوا ميكاييل (بالأحرف اللاتينية Jean-François Michael) هو مغني فرنسي شهير ولد في فرنسا في 14 أبريل/نيسان 1946 واسمه الحقيقي إيف روز (بالأحرف اللاتينية Yves Roze). ببداية حياته الفنية غنى تحت اسمه الحقيقي إيف روز من العام 1963 إلى العام 1968. وفي تلك السنة بدأ التعاون مع المؤلف ميشال برجيه وغنّى مجموعة من الأغاني الناجحة تحت اسمه الجديد جان فرنسوا ميكاييل ومن أهمهما أغنية "Adieu Jolie Candy" وباع منها 5 ملايين نسخة، وتمتع بشعبية كبيرة بين العامين 1968 و1972 ليس في أوروبا فقط بل في بلدان الشرق الأوسط. إلا أن وعكة صحية اضطرته التوقف عن الغناء. وهو عاد عام 1975 إلى العمل الفني كمؤلف ومنتج.

## الأغنيات
باسمه الحقيقي إيف روز
- 1967: "Sylvie"
- 1967: "Notre amour et puis c’est tout"
- 1967: "Plus fort que le vent"

باسمه الفني جان فرنسوا ميكاييل
- 1969: "Adieu jolie Candy"
- 1970: "Du fond du cœur"
- 1970: "Je pense à toi"
- 1970: "Adios quérida luna"
- 1970: "Più di ieri (Comme j’ai toujours envie d’aimer)"
- 1970: "La vie continue"
- 1970: "Les filles de Paris"
- 1971: "Je veux vivre auprès de toi"
- 1971: "Un an déjà"
- 1971: "L’espion de l'empereur" (Soundtrack to the television series "Schulmeister")
- 1972: "Pour quoi faire?"
- 1972: "Ladybelle"
- 1973: "Coupable"
- 1973: "Comme elle"
- 1975: "Sans amour après l'amour"
- 1976: "Baby blue, I love you"
- 1976: "Fais un mariage d'amour"
- 1977: "Ne me regarde pas comme ça"
- 1979: "Sentiments"
- 1980: "Comme j’ai toujours envie d’aimer"
- 1981: "Elle et moi"
- 1982: "L'amour"
- 1983: "Pars pas"
- 1984: "Rappelle-toi Candy"
- 1988: "Je pense à toi"

## الوصلات الخارجية
- الموقع الرسمي
- Discographie
- جان فرنسوا ميكاييل على موقع IMDb (الإنجليزية)
- جان فرنسوا ميكاييل على موقع ميوزك برينز (الإنجليزية)
- جان فرنسوا ميكاييل على موقع ديسكوغز (الإنجليزية)
- جان فرنسوا ميكاييل على موقع قاعدة بيانات الفيلم (الإنجليزية)